# Бразилия
Федеративна република Бразилия (на португалски: República Federativa do Brasil) е държава, заемаща централната и източната част на Южна Америка. Със своите 8,51 млн. km² (47% от територията на континента) и 208 млн. жители страната се нарежда на пето място по площ и седмо място по население в света.
На Бразилия се падат между 15 и 20% от световното биологично разнообразие, включително обширни природногеографски области като Амазония, Атлантическата гора, Пантанал и Серадо. Тя е единствената португалоговореща страна в Америка и същевременно е една от най-мултикултурните и етнически разнообразни държави в света, резултат от силните миграционни процеси.
От 1500 г., когато е открита от Педро Кабрал, до 1822 г., Бразилия е владение на Португалската империя. След като получава независимост, страната е първоначално империя начело с представители на португалската кралска династия Браганса, а от 1889 г. възприема републиканско управление. В наши дни Бразилия е демократична федерална президентска република, състояща се от 26 щата и един федерален окръг.
Седма в света и първа в Латинска Америка по брутен вътрешен продукт, Бразилия има силно международно влияние както в регионален, така и в световен мащаб. Тя е една от основателките на Организацията на обединените нации, Г-20, Меркосур, Общността на португалоезичните държави, на Съюза на южноамериканските нации и е една от страните в групата БРИКС. През 2005 г. Бразилия е на 39-а позиция по качество на живот сред страните в света.

## Произход на името
Още в началото на колониалната епоха хронисти като Жуау ди Баруш, Висенти ду Салвадор и Перу ди Магаляиш Гандаву свързват произхода на името „Бразилия“ с бразилското дърво (Caesalpinia echinata; на португалски: pau-brasil), от което се произвежда широко използван по това време червен оцветител за платове. По времето на Великите географски открития изследователите често се опитват да запазят в тайна своите открития и в Европа първоначално се говори за Бразилия просто като за неизвестен остров в Атлантическия океан, откъдето се получава ценната суровина – Terra Brasilis.
Произходът на името на самото бразилско дърво е трудно да бъде проследен. Съвременни бразилски филолози го търсят в езика на келтите и дори на финикийците. Преди да се наложи днешното име „Бразилия“, новооткритите земи са познати и като Монте Паскоал (когато португалците за пръв път достигат до тези земи), остров Вера Круш, Земи на Санта Круш, Нова Лузитания, Кабралия и други.
Сегашното официално име на страната, „Федеративна република Бразилия“, е въведено през 1967 г. с първата конституция на военния режим, като името е запазено и след приемането на новата Конституция от 1988 г. Преди това държавата официално се нарича „Бразилска империя“, а след установяването на републиканско управление – „Съединени бразилски щати“.
Жителите на Бразилия се наричат бразилци, на португалски: brasileiros, като това е утвърдено с първата бразилска конституция от 1824 г. Brasileiro, съвременното наименование на жител на страната, е известно в португалския език още от 1706 г., но първоначално се използва само за търговците на бразилско дърво.

## География

### Разположение
Бразилия е петата по големина страна в света, след Русия, Канада, Китай и Съединените щати, и третата по големина в Америка с обща площ от 8 514 876,599 km². включително 55 455 km² водна площ. Територията ѝ обхваща три часови зони – UTC-4 в западните щати, UTC-3 в източните (официалното време на Бразилия) и UTC-2 на атлантическите острови.
Територията на Бразилия се пресича от два от петте основни паралела: екватора, минаващ през устието на река Амазонка, и Тропика на Козирога, пресичащ град Сао Пауло. Страната заема обширна площ по протежение на източния бряг на Южна Америка и включва голяма част от вътрешността на континента, споделяйки обща граница с Уругвай на юг, Аржентина и Парагвай на югозапад, Боливия и Перу на запад, Колумбия на северозапад, Венецуела, Гаяна, Суринам и френския отвъдморски департамент Гвиана на север.
Разстоянието от най-северната до най-южната точка е 4320 km, а от най-източната до най-западната – 4328 km. Страната има обща граница с всяка държава от Южна Америка, с изключение на Еквадор и Чили. Тя също включва множество океански острови, като архипелазите Сао Педро и Сао Пауло, Фернандо ди Нороня, Триндади и Мартим Вас, както и група малки острови и коралови рифове наречени Атол дас Рокас.

### Релеф и води
Бразилският релеф е разнообразен и включва хълмове, планини, равнини, плата и уникалната бразилска савана, позната като серадо. По-голямата част от страната се намира между 200 и 800 m надморска височина. Основните планински възвишения заемат повечето от южната половина на страната. Северозападните части на Бразилското плато са съставени от обширни равнини и заоблени хълмове. Югоизточната част е по-масивна, със сложна система от планини, достигащи до 1200 m надморска височина. Сред тях се открояват Сера да Мантикейра, Сера до Еспинясо и Сера до Мар. През Гвианското плато на север преминава основният вододел, разделящ реките, които текат на юг във водосборния басейн на Амазонка, от вливащите се в басейна на река Ориноко във Венецуела. Най-високата точка в Бразилия е Пико да Неблина, който се намира в Сера до Имери (на границата с Венецуела) и има 2994 m надморска височина, а най-ниската е брегът на Атлантическия океан.
Бразилия има гъста и сложна речна мрежа, една от най-обширните в света, с осем основни водосборни басейна, които се вливат в Атлантическия океан. По-големите реки са Амазонка (най-пълноводната река в света със среден отток при устието от 12,5 млрд. литра в минута, а според някои оценки и най-дългата в света), Парана и най-големият ѝ приток, Игуасу (който включва водопада Игуасу), Рио Негро, Сао Франсиско, Шингу, Мадейра и Тапажос.

### Климат
Бразилският климат включва широка гама от метеорологични условия върху голяма площ и разнообразен релеф, макар че в по-голямата част от страната преобладава тропичният климат. Според системата Кьопен-Гайгер Бразилия се разделя на няколко основни климатични области: екваториална (Af) и влажнотропична (Am) в Амазония и средната част на атлантическото крайбрежие, степна (BSh) и пустинна (BWh) в североизточните райони, саваннотропична (Aw) в централните и северни плата, средиземноморски (Csa и Csb) в централните планински области, влажен субтропичен (Cwa и Cwb) в южните райони.
Различните климатични условия създават природни среди, вариращи от тропическите гори в северна и полупустинни региони в североизточна Бразилия до иглолистните гори от субтропичните зони в южна Бразилия и тропическата савана в централна Бразилия. Много региони имат микроклимат, напълно различен от гореизброените видове.
| Сняг в Сао Жоаким, в южния щат Санта Катарина |  | Тропичен климат в Порто де Галиняс, Pernambuco. |
| Сняг в Сао Жоаким, в южния щат Санта Катарина |  | Тропичен климат в Порто де Галиняс, Pernambuco. |

Екваториалният климат е характерен за голяма част от Северна Бразилия. Сухият сезон не съществува реално, но има отделни периоди през годината, когато валят повече дъждове. Средните температурни стойности са около 25 °C, с по-значителни температурни вариации между нощта и деня, отколкото между сезоните. Валежите в Централна Бразилия са по-сезонни, характерни за саваната. Тази част на страната е толкова голяма, колкото басейна на Амазонка, но има много по-различен климат, тъй като е по на юг, при по-голяма надморска височина. На североизток сезонността на валежите е още по-крайна. В районите с полупустинен климат обикновено пада по-малко от 800 mm дъжд, повечето в период от 3 до 5 месеца в годината, като понякога се получават и по-дълги сухи периоди. „Голямата суша“ от 1877 – 78 година е най-тежката, регистрирана някога в страната, и предизвиква смъртта на около половин милион души. Сушата от 1915 г. също нанася големи щети.
В южната част, от Баия до Сао Пауло, разпределението на валежите е променливо, с дъждове през цялата година. В тропичния климатичен пояс духат влажните югоизточни пасати, които носят валежи. Южните и югоизточните части имат условията на субтропичен климат със студена зима и средна годишна температура не по-висока от 18 °C. Тук през зимата сланите са доста често срещано явление, заедно с по-редки снеговалежи в най-високите части.

### Флора и фауна
| Папагалът ара е бразилски ендемит. Страната има една от най-разнообразните популации от птици и земноводни в светаSilvano, Débora L и др. Conservação de anfíbios no Brasil // Megadiversidade (1). юли 2005. Посетен на 25 февруари 2010. (на португалски)Marini, Miguel A и др. Conservação de aves no Brasil // Megadiversidade (1). юли 2005. Посетен на 25 февруари 2010. (на португалски) |  | Амазония е най-богатата и биоразнообразна екваториална гора в света |
| Папагалът ара е бразилски ендемит. Страната има една от най-разнообразните популации от птици и земноводни в света |  | Амазония е най-богатата и биоразнообразна екваториална гора в света |

Голямата територия на Бразилия обхваща различни природногеографски области, като Амазония, смятана за биологически най-разнообразната в света или Атлантическата гора и бразилската савана Серадо, които също имат голямо биологично разнообразие. По тази причина Бразилия се е утвърдила като мегаразнообразна страна. На юг Араукарската гора расте в условията на субтропичния климат.
Богатата дива природа на Бразилия отразява разнообразието на естествени местообитания (хабитати). Учените смятат, че общият брой на видовете растения и животни в Бразилия е около четири милиона. Сред представителите на големите бозайници могат да се изброят пумата, ягуара, оцелота. Сред редките са храстовото куче, лисицата, белобърнестото пекари, бразилският тапир, мравояда, ленивеца, скункса и броненосеца. В южната част елените са в изобилие, а в екваториалните гори на север могат да се видят много видове широконоси маймуни.
Бразилското природно наследство е сериозно застрашено от дейността на човека и по-конкретно от животновъдството, земеделието, дърводобива, минното дело, миграциите, свръхдобива на енергийни източници, като нефт и природен газ, свръхулова, незаконната търговия с диви животни и растения, язовирите и инфраструктурата, замърсяването на водата, климатичните промени, пожарите и инвазивните видове. Строителството на автомобилни пътища в горите улеснява достъпа до някога отдалечени райони, в които вече може да се развиват селското стопанство и търговията. Строителството на язовири води до наводняването на равнини и природни местообитания, а мините оставят неизлечими белези на земната повърхност и замърсяват пейзажа. През последните години грижите за природата нарастват, в отговор на световния интерес към проблемите на околната среда.

## История

### Предколониален период
Най-ранните сведения за присъствие на хора на днешната територия на Бразилия са фосилни находки от Минас Жерайс, обикновено датирани към 6 хилядолетие пр.н.е. Предполага се, че те са потомци на първата вълна преселници от Азия в Америка.
За разлика от жителите на Андите, които създават уседнала земеделска цивилизация, хората в източната част на Южна Америка водят полуномадски начин на живот и не оставят писмени сведения или монументални архитектурни паметници. По тази причина за историята им преди достигането на страната от европейците през 1500 г. се знае малко. По археологически данни, главно остатъци от керамика, може да се съди за наличието на множество локални култури, сложни вътрешни миграции и нетрайни по-големи политически обединения.
Първият европеец стъпил на земята, позната днес като Бразилия, е испанецът Висенте Пинсон на 16 януари 1500. Въпреки това днес Бразилия се смята за официално открита на 22 април 1500 от португалския губернатор Педру Алвариш Кабрал, който, командвайки флот, пътуващ за Индия, акостира на тази дата край южния бряг на Баия. Договорът от Тордесиляс, сключен между Испания и Португалия през 1494 г., поставя Бразилия в зоната на влияние на Португалия.
Предполага се, че в края на 15 век страната е обитавана от 2 млн. туземци, живеещи в каменната епоха. Местното индианско население е разделено на няколко етнически групи, по-важните от които са: тупи-гуарани, макроже и араваки. Най-голямата група, тази на тупи-гуарани, включва гуарани, тупиникини, тупи и много други подразделения. Територията на тупи се простира между днешните щати Риу Гранди ду Сул и Риу Гранди ду Норти.

### Колониална епоха
Колонизацията на Бразилия започва през 1534 г., когато португалският крал Жуау III разделя територията на дванадесет наследствени капитании, но скоро този режим започва да създава проблеми и през 1549 г. е назначен един общ генерал-губернатор на цялата колония. Португалците асимилират част от местните жители, докато други са заробени, избити при военни действия или загиват от европейски болести, към които нямат имунитет. В средата на 16 век, захарта, произвеждана от захарната тръстика, става най-важният износен продукт на Бразилия и за да се справят с нарастващото търсене в Европа, португалците започват да докарват роби от Африка, главно от Ангола.
С поредица от войни срещу французи, нидерландци и англичани през 16 и 17 век португалците постепенно разширяват своята територия по крайбрежието, а впоследствие навлизат във вътрешността на континента. През 1680 г. те достигат на юг до брега на Ла Плата, на територията на днешен Уругвай и основават там укреплението Колония дел Сакраменто, преден пост срещу испанското влияние в региона.
В края на 17 век износът на захар започва да намалява, но откриването на злато във вътрешността предотвратява икономическия упадък на колонията. От цяла Бразилия, както и от Португалия, хиляди имигранти отиват на работа в златните мини в Минас Жерайс, Мато Гросо и Гояс.
През 1808 г. португалското кралско семейство, бягащо от войските на френския император Наполеон Бонапарт, се установява в Рио де Жанейро и градът се превръща в столица на Португалската империя. Португалия и Бразилия участват в Наполеоновите войни на страната на Великобритания като временно окупират Френска Гвиана и днешен Уругвай. Важно последствие от войните е премахването на португалския монопол върху външната търговия на колонията, в резултат на което Бразилия за пръв път влиза в преки търговски отношения с други страни, главно с Великобритания. През 1815 г. регентът Жуау премахва колониалния статут на Бразилия и страната става равноправна част от Обединеното кралство Португалия, Бразилия и Алгарве. На 26 април 1821 г. крал Жуау VI се връща в Португалия, оставяйки най-големия си син Педру де Алкантара да управлява Бразилия като регент. През следващите месеци правителството в Лисабон прави опити да ограничи придобитата след 1808 година самостоятелност на Бразилия, което предизвиква недоволството на местния елит.

### От независимостта до Ерата на Варгас
На 7 септември 1822 г. бразилците, с подкрепата на регента Педру, обявяват независимостта на страната от Португалия, а на 12 октомври Педру е обявен за първия император на Бразилия. След поредица от сблъсъци с лоялни на лисабонското правителство войски, на 29 август 1825 г. Португалия официално признава независимостта на Бразилия. Първата бразилска конституция е приета на 25 март 1824 г., след като е ратифицирана от общинските съвети в цялата страна.
На 7 април 1831 г. император Педру I абдикира и се връща в Португалия, оставяйки за наследник своя петгодишен син, бъдещия Педру II. Управлението на неговите регенти е свързано със силна политическа нестабилност и локални бунтове, като някои щати дори разглеждат възможността да обявят временно независимост до пълнолетието на императора.
През 1840 г. регентството е премахнато и император Педру II официално поема управлението, което успокоява обстановката и „в Бразилия настъпва половин век на вътрешен мир и бърз материален прогрес“. За разлика от повечето страни в региона, през следващите няколко десетилетия Бразилия се утвърждава като демократична конституционна монархия с редовно провеждани избори и свобода на печата. През 1850 г. е забранена презоеканската търговия с роби, а през 1888 г. робството е окончателно премахнато. По време на 59-годишното управление на Педру II, Бразилия води три успешни войни – Платинската война (1851 – 1852), Уругвайската война (1864 – 1865) и Войната на Тройния съюз (1864 – 1870) – които донасят на страната известни териториални придобивки и я утвърждават като водеща сила в Южна Америка.
След смъртта на двамата си сина, император Педру II губи интерес към управлението и не се противопоставя на засилващото се недоволство на консервативните кръгове, недоволни от премахването на робството. На 15 ноември 1889 г. е извършен военен преврат, оглавен от маршал Деодору да Фонсека, бъдещия първи президент на страната, и монархията е свалена. В началото републиканското управление е военна диктатура – армията контролира администрацията, свободата на печата е премахната и изборите се манипулират от военните власти. През 1894 г. цивилните републиканци идват на власт, давайки начало на „продължителна гражданска война, финансова катастрофа и некомпетентност на правителството“. Едва през 1902 г. новото правителство започва възвръщане към политиката от времето на Бразилската империя, обещавайки мир и ред в страната и възстановяване на международния престиж на Бразилия. Постигнат е успех с подписването на няколко международни договора, разширявайки (например с покупката на щата Акри) и гарантирайки бразилските граници. През 1917 г. Бразилия се включва в Първата световна война на страната на Антантата и участва във военните действия в Атлантическия океан, както и с медицински части в Европа.
През 1920 г. страната е обхваната от поредица бунтове, организирани от млади офицери. В края на 20-те години режимът на Старата република е отслабен и деморализиран, което позволява на Жетулиу Варгас, току-що загубил изборите за президент, да дойде на власт чрез преврат. Варгас трябва да поеме управлението временно, но вместо това той затваря Конгреса, премахва Конституцията, управлява с извънредни правомощия и заменя губернаторите на отделните щати със свои поддръжници. През 1935 г. страната е обхваната от комунистически бунтове и комунистите правят неуспешен опит за завземане на властта. Комунистическата заплаха служи на Варгас като претекст да направи повторен преврат две години по-късно, след което Бразилия се превръща в открита диктатура. Потискането на опозицията е брутално, повече от 20 хил. души са арестувани, създадени са концентрационни лагери за политическите затворници в отдалечени райони на страната; мъченията, репресиите и цензурата стават широко разпространена практика.
Бразилия остава неутрална по време на първите години от Втората световна война, докато правителството не обявява война на силите от Оста през 1942 г. Варгас праща германски, италиански и японски имигранти в концентрационни лагери, а през 1944 г. изпраща свой експедиционен корпус в Европа. С победата на съюзниците през 1945 г. и с края на нацистко-фашистките режими в Европа, положението на Варгас става неудържимо и той бързо е свален чрез военен преврат.

### Военен режим и съвременно развитие
С възстановяването на демокрацията генерал Еурику Гаспар Дутра е избран за президент, встъпвайки в длъжност през 1946 г. Варгас се връща на власт през 1951 г., този път демократично избран, но трудно се приспособява към новата ситуация и през 1954 г. се самоубива. След смъртта му на власт се изреждат няколко временни правителства. Жуселину Кубичек става президент през 1956 г. и заема помирителна позиция по отношение на политическата опозиция, която му позволява да управлява без големи кризи. Икономиката и индустриалният сектор нарастват значително, но най-известното му постижение е изграждането на новата столица, град Бразилия, открита официално през 1960 г. Нов период на политическа нестабилност довежда до военния преврат от 1964 г. и установяването на Военния режим.
Първоначално военните имат за цел постепенното връщане към демократично управление, но режимът постепенно се затваря в себе си и през 1968 г. се превръща в открита диктатура. Потискането на противниците на диктатурата, включително и на градската гериля (guerrilha urbana), става с твърда ръка, макар и не с жестокостта, обичайна за други страни от Латинска Америка. Поради извънредния икономически растеж, известен като „Бразилското икономическо чудо“, режимът достига най-високото си ниво на популярност в годините на репресиите.
Генерал Ернесту Гайзел встъпва в длъжност през 1974 г. и започва проекта си за редемократизация чрез процес, който според него ще бъде „бавен, постепенен и сигурен“. Той успява да се справи с лошата дисциплина в армията, която е постоянен проблем на страната още от премахването на монархията, както и на изтезанията на политическите затворници, на цензурата на печата, а накрая и на самата диктатура, след изтичането на срока на действие на Институционалния акт № 5 през 1978 г. Гайзел назначава за свой приемник генерал Жуау Фигейреду, на когото възлага задачата за завършване на прехода към пълна демокрация. Военните напускат окончателно властта през 1985 г., когато за президент е избран Жузе Сарней. До края на мандата си той става изключително непопулярен, заради икономическата криза и необичайно високата и неуправляема инфлация.
През 1992 г. президент става Итамар Франку, който назначава за финансов министър Фернанду Енрики Кардозу. Кардозу създава успешния „Плано Реал“, който стабилизира бразилската икономика. Фернанду Кардозу е избран за президент през 1994 г. и повторно през 1998 г. Мирният преход на властта между него и наследника му, кандидата на левицата Лула да Силва (избран през 2002 г. и преизбран през 2006 г.) демонстрира, че Бразилия най-накрая е постигнала така желаната дългосрочна политическа стабилност. През 2011 г. президент става Дилма Русев и започва третият пореден президентски мандат на левицата.
На 12 май 2016 г. Сенат на Бразилия временно спира правомощията и задълженията на президента Дилма Русев за срок до шест месеца или докато Сенатът определи решението си: да я отстрани от длъжност, ако я намери за виновна, или да я оправдае по повдигнатите обвинения. Вицепрезидентът Мишел Темер поема нейните правомощия и задължения като действащ президент на Бразилия по време на суспендирането.

## Население
Според национално проучване от 2017 г. бразилското население възлиза на около 210 млн. души, (22,31 жители/km²), като съотношението на мъже към жени е 0,95:1, а 83,75% от населението определено като градско. Населението е силно концентрирано в Югоизточния (79,8 млн. души) и Североизточния регион (53,5 милиона), а в двата най-обширни региона, Централно-западния и Северния, които съставляват 64,12% от бразилската територия, живеят общо само 29,1 млн. жители.
Населението на Бразилия нараства значително между 1940 и 1970, главно заради намаляването на смъртността, въпреки че раждаемостта също претърпява лек спад през периода. През 40-те години годишният прираст на населението е 2,4%, покачвайки се до 3,0% през 1950 г. и оставайки на 2,9% през 1960 г., като средната продължителност на живота нараства от 44 на 54 години, а през 2007 г. достига до 72,6 години. През втората половина на 20 век прирастът на населението намалява от 3,04% годишно в периода 1950 – 1960 г. до 1,05% през 2008, като се очаква до средата на 21 век да падне до отрицателна стойност от около −0,29%, завършвайки по този начин демографския преход.
Най-големите метрополни региони са около градовете Сао Пауло, Рио де Жанейро и Бело Оризонти – всички намиращи се в югоизточната част на страната – с компактно население съответно 19,5, 11,5 и 5,1 млн. души. Почти всички столици на щати са и най-големите градове на съответния щат, с изключение на Витория (столица на Еспирито Санто) и Флорианополис (столица на Санта Катарина).

### Раси и етнически групи
| Раса                           | Процент (%) | Процент (%) |
| Раса                           | 2000        | 2008        |
| ------------------------------ | ----------- | ----------- |
| Бели (Brancos)                 | 53,7%       | 48,4%       |
| Чернокожи (Pretos)             | 6,2%        | 6,8%        |
| Със смесена раса (Pardos)      | 38,5%       | 43,8%       |
| Азиатци (Amarelos)             | 0,4%        | 0,6%        |
| Коренно население (Ameríndios) | 0,4%        | 0,3%        |
| Недекларирали                  | 0,7%        | 0,1%        |

Основната част от съвременните бразилци произхожда от коренните жители на страната, португалски заселници, други европейски емигранти и африкански роби. Според националното проучване от 2008 г. 48,43% от населението (около 92 млн. души) са бели, 43,80% (около 83 млн. души) – парду (със смесена раса), 6,84% (около 13 млн. души) – прету (чернокожи), 0,58% (около 1,1 млн. души) – азиатци и 0,28% (около 536 хил. души) – индианци, докато 0,07% (около 130 хил. души) не са посочили своята раса.
Заселването в Бразилия на европейци, главно от Португалия, започва в средата на 16 век, но процесът се ускорява през 19 век, когато страната отваря своите граници за имигрантите. Между 1808 и 1972 г. около пет млн. души от над 60 страни се заселват в Бразилия, като повечето от тях идват от Португалия, Италия, Испания, Германия, Япония и Близкия изток.
Групата парду включва кабоклу (потомци на бели и индианци), мулати (потомци на бели и чернокожи) и кафузу (потомци на чернокожи и индианци). Пардо са мнозинство в Северния, Североизточния и Централно-западния регион. Повечето мулати са съсредоточени по източното крайбрежие на Североизточния регион, от Баия до Параиба, както и в северен Мараняо, южната част на Минас Жерайс и източната част на щата Рио де Жанейро.
Повечето чернокожи бразилци са потомци на роби, преселени насилствено от Африка между 16 и 19 век. Коренното население съставлява малка част от днешните жители на страната, като малка част от тях живеят в изолация. Към 2007 г. са известни 67 изолирани индиански племена при 40 през 2005 г. Смята се, че в Бразилия живеят най-големият брой изолирани народи в света.

### Вероизповедания
| Вероизповедания в Бразилия (По преброяването от 2000 г.) | Вероизповедания в Бразилия (По преброяването от 2000 г.) | Вероизповедания в Бразилия (По преброяването от 2000 г.) | Вероизповедания в Бразилия (По преброяването от 2000 г.) | Вероизповедания в Бразилия (По преброяването от 2000 г.) |
| -------------------------------------------------------- | -------------------------------------------------------- | -------------------------------------------------------- | -------------------------------------------------------- | -------------------------------------------------------- |
| Религия                                                  |                                                          |                                                          | Процент                                                  |                                                          |
| Католицизъм                                              | Католицизъм                                              |                                                          | 73.8%                                                    | 73.8%                                                    |
| Протестантство                                           | Протестантство                                           |                                                          | 15.4%                                                    | 15.4%                                                    |
| Атеизъм                                                  | Атеизъм                                                  |                                                          | 7.4%                                                     | 7.4%                                                     |
| Спиритизъм                                               | Спиритизъм                                               |                                                          | 1.3%                                                     | 1.3%                                                     |
| Други                                                    | Други                                                    |                                                          | 2.1%                                                     | 2.1%                                                     |

Бразилската конституция предвижда религиозна свобода, според която църква и държава са отделени една от друга, и определя Бразилия като светска държава. Законодателството забранява всякаква дискриминация на религиозна основа, но Католическата църква се ползва с привилегирован статут и понякога получава преференциално отношение.
Католицизмът е доминиращото вероизповедание в страната, което прави от Бразилия най-голямата католическа страна в света. Според преброяването от 2000 година 73,57% от населението следва католицизма, 15,41% – протестантството, 1,33% – кардесистки спиритизъм, 1,22% – други християнски вероизповедания, 0,31% – афробразилски религии, 0,13% – будизъм, 0,05% – юдаизъм, 0,02% – ислям, 0,01% – различни индиански религии, 0,59% не посочват определена религия, докато 7,35% се определят като атеисти.

### Езици
Официален език на Бразилия е португалският. Също така официално е признат и защитен бразилският жестомимичен език. Португалският се говори от почти цялото население и на практика е единственият език, използван във вестниците, радиото, телевизията и за бизнес и административни цели. Изключение са общините Сао Габриел да Кашоейра, в която местният език ненгату има статут на съофициален с португалския, и Помероди, където немският също има статут на съофициален език. Бразилия е единствената страна в Америка, в която се говори португалски, което прави езика важна част от бразилската национална идентичност и разграничава културата на страната от тази на нейните испаноговорещи съседи.
В продължение на няколко века бразилският вариант на португалския език се развива относително самостоятелно, повлиян от индиански и африкански езици, в резултат на което се отличава, най-вече във фонетично отношение, от европейския португалски и от португалския в други португалоезични страни. Различията са сравними с тези между американския и британския английски. През 2008 г. Общността на португалоезичните държави (CPLP), включваща представители от всички страни, в които португалският е официален език, постига споразумение за реформиране на португалския в унифициран международен език, за да се ограничи неговото разделяне на диалекти. Страните от Общността си поставят срок до 2014 година, за да се адаптират към необходимите промени.
Различни малцинствените езици се говорят в цялата страна. Използват се сто и осемдесет местни езика в отдалечени райони от коренното население, както и някои други, говорени от имигранти и техните потомци. На юг са запазени значителни немскоговорещи (най-вече хунсрюкски диалект) и италианоговорещи общности (главно талианския диалект, с венециански произход), които са значително повлияни от португалския език.

## Държавно управление

### Устройство и политически живот
Бразилия е демократична президентска федерална република, формирана от три нива на управление – федерацията, щатите (с Федералния окръг) и общините. Конституцията се основава на пет основни принципа: суверенитета, гражданските права, достойнството на човешката личност, социалните ценности на труда и на свободното предприемачество и политическия плурализъм. Трите власти (изпълнителна, законодателна и съдебна) са самостоятелни и взаимно се контролират.
Органите на изпълнителната и законодателната власт се избират, а съдиите и другите съдебни служители се назначават след преминаване на приемни изпити. Гласуването е задължително за всички грамотни лица между 18 и 70 години и по желание за неграмотните и тези на възраст между 16 и 18 или над 70-годишните.
Изпълнителната власт на федерално ниво се осъществява от президента, който е държавен глава и ръководител на правителството и се избира за срок от четири години, с възможност за преизбиране за втори пореден мандат. Той назначава министрите, които ръководят и координират определени ресори от държавното управление.
Партийната система в Бразилия е силно раздробена, като във федералния парламент са представени 24 партии. Около половината места в долната камара са разпределени между четирите големи партии: Партия на бразилското демократическо движение, Бразилска социалдемократическа партия, Партията на работниците и Демократи. От 2002 г. президентските избори трикратно се печелят от кандидатите на Партията на работниците (Луис Инасиу Лула да Силва и Дилма Русев), която управлява в коалиция с Партията на бразилското демократическо движение. Основна опозиционна сила е Бразилската социалдемократическа партия.
Законодателството се утвърждава от законодателни събрания на федерално, щатско и общинско ниво. Националният конгрес е висшият федерален законодателен орган и се състои от две камари – Камара на депутатите и Федерален сенат. Правната система е от континентален тип.
Правораздаването се осъществява от органи на самостоятелната съдебна власт, но в някои редки случаи, определени в Конституцията, Федералният сенат може да се намесва в съдебните решения. Някои от съдилищата са специализирани, като военния съд, трудовия съд и избирателния съд. Най-висшата съдебна инстанция е Върховният федерален съд. Съдебната система е критикувана за нейната мудност – делата могат да отнемат години, а в някои случаи повече от едно десетилетие.
Към 2010 г. Бразилия е на 69-о място в света според Индекса за възприятие на корупцията с индекс 3,7, надминавайки с една степен България, Салвадор, Панама, Тринидад и Тобаго и Вануату които споделят 73-то място с индекс 3,6, но изоставайки от други южноамерикански страни, като Уругвай и Чили.

### Външна политика и въоръжени сили
Въпреки че социалното и икономическо изоставане от водещите страни не дават възможност на Бразилия да действа като световна сила, страната е политически и икономически лидер в Латинска Америка. Този статут донякъде се оспорва от други големи латиноамерикански страни, като Аржентина и Мексико, които се противопоставят на предложенията Бразилия да получи постоянно място като представител на региона в Съвета за сигурност на ООН.
През втората половина на 20 век както военните, така и демократичните правителства се стремят да водят независима външна политика. Страната има за цел засилването на връзките си с другите страни от Южна Америка и провеждането на многостранна дипломация чрез Организацията на обединените нации и Организацията на американските държави.
Съвременната външна политика на Бразилия се основава на позицията на страната като регионална сила в Латинска Америка, лидер между развиващите се страни и понякога е определяна като една от потенциалните свръхсили. Бразилската външна политика като цяло се застъпва за многостранната дипломация, изразяваща се в разрешаването на спорове по мирен път и ненамеса в делата на други държави. Бразилската конституция постановява също, че страната трябва да развива своята икономическа, политическа, социална и културна интеграция със страните от Латинска Америка.
Въоръжените сили на Бразилия включват сухопътни войски, военноморски сили и военновъздушни сили. Военната полиция и военната противопожарна служба са резервни и допълнителни части на армията, но под контрола на отделните щати и техните губернатори. Бразилските въоръжени сили са най-големите в Латинска Америка. Военната служба е задължителна, с продължителност 9 – 12 месеца.

### Административно деление
Бразилия е федерация съставена от неразривния съюз на 26 щата, един Федерален окръг и общини. Щатите и общините имат характер на публични юридически лица. Те имат собствена администрация и право на самоуправление и самоорганизация – избират своите управляващи органи без намесата на други общини, щати или на федералните власти. Федералните единици са групирани в пет административни региона: Централно-западен, Североизточен, Северен, Югоизточен и Южен. Регионите нямат собствена администрация и не се ползват с политическа автономия.
| Федерални единици на Бразилия - Акри - Алагоас - Амазонас - Амапа - Баия - Гояс - Еспирито Санто - Мараняо - Мато Гросо до Сул - Мато Гросо - Минас Жерайс - Параиба - Парана - Пара - Пернамбуко - Пиауи - Рио де Жанейро - Рио Гранди до Норти - Рио Гранди до Сул - Рондония - Рорайма - Санта Катарина - Сао Пауло - Сеара - Сержипи - Токантинс - Федерален окръг (Бразилия) | Атлантически океан Тихи океан Региони Северен Североизточен Централно-западен Югоизточен Южен Акри Амазонас Пара Рорайма Амапа Рондония Токантинс Мараняо Баия Пиауи Сеара Рио Гранди до Норти Параиба Пернамбуко Алагоас Сержипи Мато Гросо Мато Гросо до Сул Федерален окръг Гояс Минас Жерайс Сао Пауло Рио де Жанейро Еспирито Санто Парана Санта Катарина Рио Гранди до Сул Аржентина Боливия Чили Колумбия Френска Гвиана Гвиана Парагвай Перу Суринам Уругвай Венецуела Политическа карта на Бразилия, по щати и региони |

## Икономика

### Основни икономически показатели
С брутен вътрешен продукт (БВП) около 2,09 трилиона долара за 2010 г. Бразилия е най-голямата национална икономика в Латинска Америка и седмата (по номинална стойност на БВП) или осмата в света (по паритет на покупателната способност (ППС)). Нейният БВП (по ППС) на глава от населението е 11 273 долара, което я поставя на 76-о място сред страните в света. От средата на 90-те години основният фактор за икономическия растеж са чуждите инвестиции в частния сектор, като през 2007 г. преките чужди инвестиции достигат 194 млрд. долара.
След период на продължителен растеж през 60-те и 70-те години на 20 век, след 1981 г. бразилската икономика е силно засегната от Латиноамериканската дългова криза, предизвикана от големите държавни дългове в региона. Тя успява да се възстанови едва след 1994 година, когато инициираната от Фернанду Енрики Кардозу програма Плано Реал успява да пресече инфлацията и да въведе бюджетна дисциплина. През следващите години икономическият растеж е умерен, но устойчив, с известно забавяне през 2001 – 2003 г., когато идването на власт на левицата е посрещнато с опасения от чуждите инвеститори. След като със съдействието на Международния валутен фонд правителството запазва фискалната стабилност, растежът се възстановява. През 2010 г. страната преминава през кратка рецесия, свързана със световната икономическа криза.
| Показател         | 2001  | 2002  | 2003   | 2004  | 2005  | 2006  | 2007  | 2008  | 2009   | 2010  |
| ----------------- | ----- | ----- | ------ | ----- | ----- | ----- | ----- | ----- | ------ | ----- |
| Ръст на БВП       | 1,31% | 2,66% | 1,15%  | 5,71% | 3,16% | 3,96% | 6,09% | 5,16% | -0,64% | 7,49% |
| Инфлация          | 6,84% | 8,43% | 14,78% | 6,60% | 6,88% | 4,20% | 3,64% | 5,67% | 4,90%  | 5,04% |
| Безработица       | 11,3% | 11,7% | 12,3%  | 11,5% | 9,8%  | 10,0% | 9,3%  | 7,9%  | 8,1%   | 6,7%  |
| Публичен дълг/БВП | 70,2% | 79,8% | 74,7%  | 70,6% | 69,1% | 66,7% | 65,2% | 63,6% | 68,1%  | 66,8% |

### Структура на икономиката
Около 2/3 от брутния вътрешен продукт и от броя на заетите в Бразилия се пада на сектора на услугите. Основните подсектори са телекомуникациите, финансовите услуги, електроснабдяването, търговията и информационните технологии. С пет милиона чуждестранни посетители през 2008, Бразилия е водеща дестинация за международен туризъм (на второ място в Латинска Америка след Аржентина). Енергетиката е също така важен елемент на инфраструктурата и икономиката на страната. Бразилия е десетият най-голям потребител на енергия на земята и третият в западното полукълбо след САЩ и Канада. Бразилската енергийна система се основава на възобновяеми енергийни източници, по-специално вода и етанол и от друга страна, невъзобновяеми, като нефт и природен газ. Бразилия има втория най-голям резерв от нефт в Южна Америка и е един от най-големите производители на суровината, която е увеличила производството си през последните години.
Основните промишлени отрасли в Бразилия са автомобилостроенето, черната металургия, нефтохимическата и компютърната промишленост, самолетостроенето и производството на потребителски стоки за дълготрайна употреба, които общо образуват 30,8% от брутния вътрешен продукт. Промишлеността е съсредоточена в градските агломерации на Сао Пауло, Рио де Жанейро, Куритиба, Кампинас, Порто Алегри, Бело Оризонти, Манаус, Салвадор, Ресифи и Форталеза. Страната произвежда три пети от индустриалната продукция в Южна Америка.
На селското стопанство и свързаните с него сектори, като горско стопанство и риболов, през 2007 г. се падат 6,1% от брутния вътрешен продукт. Към 2010 година Бразилия е оценявана като третия по големина износител на селскостопански продукти в света, след Съединените щати и Европейския съюз.

### Външна търговия
Традиционно бразилското правителство провежда протекционистична политика, като външнотърговският обмен на страната е под 20% от БВП.
Основните износни продукти на Бразилия са летателни апарати, електрическо оборудване, автомобили, алкохол, текстил, обувки, желязна руда, стомана, кафе, портокалов сок, соя, сизал, банани, какао и консервирано месо. Главните вносители на бразилски стоки са Китай (12,5%), Съединените щати (10,5%), Аржентина (8,4%), Нидерландия (5,4%), Германия (4,1%), като общият обем на износа през 2010 г. е 200 млрд. долара.
Обемът на вноса в Бразилия през 2010 г. е 188 млрд. долара, като основните внасяни стоки са машини, електротехническо и транспортно оборудване, химически продукти, нефт, части за автомобили, електроника. Най-големите вносители в страната са Съединените щати (16,1%), Китай (12,6%), Аржентина (8,8), Германия (7,7%), Япония (4,3%).

## Инфраструктура
Инфраструктурата в страната допреди няколко десетилетия се е разработвала почти изцяло с публични инвестиции. Въпреки това от 1990-те години с приватизацията и партньорства между публичния и частния сектор големите национални и международни компании са инвестирали в инфраструктурни проекти чрез концесионни договори.

### Образование и наука
Основната част от образователната система на Бразилия е обществена и се организира от федералното правителство, щатите, Федералният окръг и общините. Новата конституция заделя 25% от държавния бюджет и 18% федерални данъци и общински такси за образование.
Според данни от преброяването през 2007 г. грамотността на бразилското население е 90%, което означава, че 14,1 млн. души (10% от населението) са неграмотни, а функционално неграмотните се оценяват на 21,6% от населението. Неграмотността е най-висока в Североизточния регион, където 19,9% от населението не може да пише и чете.
Висшето образование започва със завършването на гимназия или последователни курсове, които могат да предлагат различни възможности за специализация в академична или професионална кариера. За получаването на висше образование е задължително преминаването на всички предходни нива на образованието – детската градина, основно и средно образование.
Научните изследвания в Бразилия в голяма степен се провеждат в държавни университети и в специализирани изследователски институти, като Фондация „Освалду Круз“, Институт „Бутантан“, и Бразилското предприятие за изследвания в селското стопанство.
Бразилия има най-развитата космическа програма в Латинска Америка, със значителни ресурси за изграждането на ракети носители, както и за производството на изкуствени спътници. През 1997 г. Бразилската космическа агенция подписва споразумение с НАСА и се включва в проекта за Международна космическа станция. В резултат на това споразумение Бразилия изпраща в космоса и първия си космонавт – на 30 март 2006 г. Маркус Понтис на борда на кораба Союз, става първият бразилски космонавт, и същевременно третият от Латинска Америка, достигнал околоземна орбита.
Има планове за изграждане на първата атомна подводница в страната. Освен това Бразилия е една от трите страни в Латинска Америка с действаща синхротронна лаборатория, която се използва за изследвания в областта на физиката, химията, материалознанието и биологията.

### Здравеопазване
Системата на здравеопазване в Бразилия включва държавни и частни институции, като основните услуги се предоставят от държавата и се финансират с данъци. От началото на 90-те години на 20 век се правят опити за реформиране на системата, насочени главно към децентрализация и прехвърляне на отговорности към общините за сметка на федералното правителство и щатите.
Според оценка на бразилското правителство към 2006 година основните здравни проблеми в страната са високи нива на детската (2,51%, до 3,77% в североизточните области) и майчината смъртност (73,1 на 100 000 раждания), смъртността от незаразни заболявания (151,7 на 100 000 жители от сърдечно-съдови заболявания и 72,7 на 100 000 жители от рак), както и смъртността от външни причини: транспортни произшествия, убийства и самоубийства (71,7 на 100 000 жители).

### Транспорт
На пътния транспорт в Бразилия се падат около 60% от превоза на стоки и 95% на пътници. Пътната мрежа има дължина около 1,6 млн. km, от които едва 200 хил. km имат твърда настилка. Бързото нарастване на автомобилния трафик и лошото състояние на пътищата е съществен проблем за икономиката на страната. Опитвайки се да подобри положението, от 90-те години правителството отдава на концесия някои от основните магистрали.
Бразилия разполага с около 4000 летища и аеродруми, от които 721 с писти с твърда настилка, включително и площите за разтоварване. Страната е на второ място в света с най-голям брой летища след Съединените щати. Международното летище „Гуарулюс“, намиращо се в Сао Пауло, е най-голямото и най-натоварено в страната.
Бразилия разполага с железопътна мрежа с обща дължина 28 857 km, десетата по големина в света. Правителството се стреми да насърчава този вид транспорт, като пример за това е проектът за високоскоростен влак Рио – Сао Пауло, влак-стрела, който трябва да свърже двата основни града на страната. По отношение на водния транспорт, Бразилия разполага с 37 океански пристанища, от които най-голямото е в град Сантус, както и с 50 000 km вътрешни водни пътища.

## Култура
Бразилската култура е тясно свързана с португалската, поради силното влияние на Португалската империя за трите столетия на колониално владение. Основните въздействия, оставили своя най-ярък отпечатък са португалският език, римокатолицизма и колониалните архитектурни стилове. В голяма степен тя е повлияна и от африканските, местните и други европейски (непортугалски) традиции и обичаи. В някои аспекти на бразилската култура важен принос имат италианци, германци и други европейски имигранти, които пристигат на големи вълни, особено в южните части на страната. Местните индианци оставят своята следа в езика и в кухнята на страната, а африканците – както в езика и кулинарията, така и в музиката, танците и религията.

### Изкуство
През колониалния период бразилското изкуство е доминирано от барока. След независимостта отражение в него намират повечето европейски течения – романтизъм, модернизъм, експресионизъм, кубизъм, сюрреализъм и абстракционизъм. В началото на 20 век импресионизмът придобива голямо значение. Известни автори от това време са Жузе Пансети, Бенедиту Калищу и Кандиду Портинари, смятан за един от най-големите творци на миналия век. По-късно известност придобива гравьорката Файга Островер.
В един от световните образци на архитектурния модернизъм се превръща проектираната през 50-те години от Лусиу Коща и Оскар Нимайер нова федерална столица Бразилия.
Бразилската музика обхваща различни регионални стилове, повлияни от африкански, европейски и индиански форми. Тя обхваща множество оригинални стилове, по-известните от които са самба, макулеле, шору, сертанежу, брега, форо̀, фреву, маракату, боса нова, бразилски рок и ашѐ. По-голяма международна известност получават самба и съчетаващата елементи на самба и джаз боса нова. Най-значимият бразилски композитор на класическа музика е Ейтор Вила-Лобос.
Основите на бразилското кино се полагат с рождението на аудиовизуалните средства в края на 19 век. В средата на 20 век най-успешният бразилски режисьор е Анселму Дуарти, а от края на века международно признание получават и режисьори като братята Фабиу и Бруну Барету, Валтер Салис, Фернанду Мейрелис.

### Кухня
Бразилската кухня е много разнообразна и отразява съчетанието на местната и различните имигрантски култури. Това сливане е създало национална кухня, белязана от запазването на значителни регионални различия. Така в северната част на Бразилия ястията са повлияни от местните продукти, като алигаторско месо или рибата пираруко, докато на юг във вътрешността е доста силно германското влияние, а по крайбрежието – португалското с широкото използване на морски риби, скариди и стриди.
За национално ястие на Бразилия обикновено се определя фейжоадата. Известни регионални ястия са също ватапа̀, мокека, полента и афробразилското акаражѐ.
Националните напитки са кафето и типичната бразилска кашаса (силно спиртно питие). Тя се дестилира от захарна тръстика и е главната съставка на националния коктейл, кайпириня.

### Спорт
Футболът е най-популярният спорт в Бразилия. Към 2012 година националният отбор по футбол е петкратен шампион на Световното първенство по футбол (1958, 1962, 1970, 1994 и 2002) и е единственият отбор с такъв брой титли. Сред най-известните бразилски футболисти са определяният като най-добър футболист на всички времена Пеле, Зико, Ромарио, Роналдо.
Баскетболът, футзалът, волейболът, автомобилните спортове и бойните изкуства също се радват на голяма популярност в страната. Макар и по-малко практикувани, тенисът, хандбалът, плуването и гимнастиката намират много последователи в Бразилия през последните десетилетия. Някои варианти на известни спортни дисциплини произхождат от Бразилия – плажният футбол, футзалът и футволеят произлизат от изменения във футбола. В бойните изкуства, бразилците развиват капоейра, вале тудо, и бразилското джиу джицу. В автомобилизма бразилски пилоти печелят световната титла във Формула 1 осем пъти: Емерсон Фитипалди през 1972 и 1974, Нелсън Пикет през 1981, 1983 и 1987 и Айртон Сена през 1988, 1990 и 1991.
Бразилия има традиция в провеждането мащабни международни спортни събития. Страната е домакин на Световното първенство по футбол през 1950 и е избрана да бъде домакин на Световното първенство през 2014. Пистата за автомобилни и мотоциклетни състезания Интерлагос в Сао Пауло е домакин на ежегодното автомобилно състезание Голяма награда на Бразилия. Сао Пауло е домакин на Панамериканските игри от 1963, а Рио де Жанейро организира Панамериканските игри от 2007. Също в Рио де Жанейро трябва да се проведат Летните олимпийски игри през 2016.

## Цитирана литература
Бележки
1. ↑  Instituto Brasileiro de Geografia e Estatística (IBGE): População do Brasil (ноември 2020) Работещ брояч на очакваното население, темп на растеж: един нов жител на всеки 19 секунди. Посетен на 5 ноември 2020 г. Забележка: Населението е 190 732 694 според последното официално преброяване от 2010 г. След това се публикуват само прогнози на 1 юли всяка година до следващото преброяване.
2. 1 2  Gross domestic product based on purchasing-power-parity (PPP) valuation of country GDP //  imf.org.   IMF, 2012.  Архивиран от оригинала на 2021-09-25. Посетен на 23 юни 2012. (на английски)
3. ↑  Gross domestic product based on purchasing-power-parity (PPP) per capita GDP //  imf.org.   IMF, 2012.  Архивиран от оригинала на 2021-09-18. Посетен на 23 юни 2012. (на английски)
4. ↑  Gross domestic product, current prices //  imf.org.   IMF, 2012.  Архивиран от оригинала на 2021-10-19. Посетен на 23 юни 2012. (на английски)
5. ↑  Gross domestic product per capita, current prices //  imf.org.   IMF, 2012.  Архивиран от оригинала на 2018-12-09. Посетен на 23 юни 2012. (на английски)
6. ↑  Peduzzi, Pedro. Desigualdade e pobreza continuaram caindo no Brasil mesmo com crise, revela Ipea //   Agência Brasil, 4 август 2009. Посетен на 18 октомври 2009.
7. ↑  United Nations World Population Propsects: ревизия на 2006 – Таблица A.17 за 2005 – 2010 //    Архивиран от оригинала на 2018-10-12.
8. 1 2  Cai proporção de jovens de 15 anos ou mais na escola //   G1. Посетен на 19 септември 2008. (на португалски)
9. ↑  Lei № 11.662, de 2008 //  Diário Oficial da União.   Ministério da Casa Civil – Subchefia para Assuntos Jurídicos, 24 април 2008. Посетен на 16 октомври 2008.
10. 1 2 3 4 5 6 7 8 9 10 11 12 13  Constituição da República Federativa do Brasil de 1988 //   Presidência da República, 5 октомври 1988 г. Посетен на 29 март 2011 г. (на португалски)
11. 1 2  Официална териториална площ //   Резолюция на председателството на IBGE (Бразилски институт по география и статистика) № 5 (R.PR-5/02). Посетен на 10 октомври 2002.
12. ↑  Бразилски институт по география и статистика (IBGE). IBGE divulga as estimativas populacionais dos municípios em 2011 //   31 август 2011. Посетен на 2 септември 2011.
13. ↑  Конвенция за биологичното разнообразие. Прилагане на Конвенцията за биологичното разнообразие в Бразилия Архив на оригинала от 2008-03-03 в Wayback Machine.. Посетен на 13 декември 2007 г.
14. 1 2 3 4 5  Geography of Brazil //  The World Factbook.   Central Intelligence Agency, 2008.  Архивиран от оригинала на 2020-12-29. Посетен на 3 юни 2008. (на английски)
15. ↑  People of Brazil //   Central Intelligence Agency, 2008.  Архивиран от оригинала на 2020-12-29. Посетен на 3 юни 2008.
16. ↑  IBGE. Профил на бразилските общини – 2009 //   Посетен на 17 юли 2010.
17. ↑  Бразилия възвръща позицията си на най-голямата икономическа сила в Латинска Америка //   UOL, 30 март 2006.
18. ↑  The Economist Intelligence Unit’s quality-of-life index //   The Economist. Посетен на 1 март 2009.
19. 1 2  Brasil – Origem do nome //   Enciclopédia.  Архивиран от оригинала на 2011-10-14. Посетен на 17 ноември 2010. (на португалски)
20. ↑  Constituição brasileira de 1891 //   Presidência da República. Посетен на 29 март 2011 г. (на португалски)
21. ↑  Constituição politica do imperio do Brazil //   Presidência da República. Посетен на 17 ноември 2010. (на португалски)
22. ↑  Houaiss, Antonio. Brasileiro //  Dicionario Houaiss Da Lingua Portuguesa.   2009. ISBN 9788573029635. (на португалски)
23. ↑  Couto, Jorge. A construção do Brasil: ameríndios, portugueses e africanos, do início do povoamento a finais de quinhentos.   Edições Cosmos, 1997. ISBN 9789728081850. (на португалски)
24. ↑  Hora Legal Brasileira //   Observatório Nacional.  Архивиран от оригинала на 2011-07-22. Посетен на 21 февруари 2009. (на португалски)
25. ↑  Posição Geográfica //   WebCiencia.com.  Архивиран от оригинала на 2017-08-01. Посетен на 5 май 2010. (на португалски)
26. ↑  Land and Resources //   MSN.  Архивиран от оригинала на 2008-06-02. Посетен на 11 юни 2008. (на английски)
27. 1 2 3 4 5  Brazil. Natural Regions //  Encarta.   MSN, 2008.  Архивиран от оригинала на 2008-06-02. Посетен на 11 юни 2008. (на английски)
28. 1 2  Brazil. Rivers and Lakes //  Encarta.   MSN, 2008.  Архивиран от оригинала на 2008-06-02. Посетен на 11 юни 2008. (на английски)
29. ↑  Амазонка затвърди статута си на най-дългата река в света //   News.bg, 2008. Посетен на 18 януари 2011.
30. 1 2 3 4 5  Brazil //  Country Guide.   BBC Weather.  Архивиран от оригинала на 2011-02-08. Посетен на 11 юни 2008. (на английски)
31. 1 2 3 4 5  Brazil. Natural Regions //  Encarta.   MSN.  Архивиран от оригинала на 2008-05-30. Посетен на 11 юни 2008. (на английски)
32. 1 2 3  Temperature in Brazil //   Brazil Travel.  Архивиран от оригинала на 2008-06-12. Посетен на 11 юни 2008. (на английски)
33. ↑  Médias Anuais da Estação Agrometeorológica de Mandacaru //   Empresa Brasileira de Pesquisa Agropecuária (Embrapa).  Архивиран от оригинала на 20 август 2007. Посетен на 21 октомври 2008. (на португалски)
34. ↑  CPD: South America, Site SA19, Caatinga of North-eastern Brazil, Brazil //   Botany.si.edu. Посетен на 29 октомври 2009. (на английски)
35. ↑  Sousa, Anastácio Q. et al. Drought, Smallpox, and Emergence of Leishmania braziliensis in Northeastern Brazil //  Emerging Infectious Diseases 15 (6).   юни 2009. (на английски)
36. ↑  Ó Gráda, C. Famine: A Short History //   Princeton University Press, 2009.  Архивиран от оригинала на 2016-01-12. Посетен на 19 януари 2011. (на английски)
37. ↑  Barbosa, Francisco Ivo et al. Participatory Management of Reservoir Fisheries in North-Eastern Brazil //   FAO, 2011. Посетен на 19 януари 2011. (на английски)
38. Silvano, Débora L и др. Conservação de anfíbios no Brasil //  Megadiversidade (1).   юли 2005. Посетен на 25 февруари 2010. (на португалски)
39. Marini, Miguel A и др. Conservação de aves no Brasil //  Megadiversidade (1).   юли 2005. Посетен на 25 февруари 2010. (на португалски)
40. Silvano, Débora L и др. Conservação de anfíbios no Brasil //  Megadiversidade (1).   юли 2005. Посетен на 25 февруари 2010. (на португалски)
41. Marini, Miguel A и др. Conservação de aves no Brasil //  Megadiversidade (1).   юли 2005. Посетен на 25 февруари 2010. (на португалски)
42. 1 2 3  One fifth of the world's freshwater //  Amazon.   World Wide Fund for Nature, 6 август 2007.  Архивиран от оригинала на 2012-12-20. Посетен на 12 юни 2008. (на английски)
43. ↑  Silvano, Débora L и др. Conservação de anfíbios no Brasil //  Megadiversidade (1).   юли 2005. Посетен на 25 февруари 2010. (на португалски)
44. ↑  Marini, Miguel A и др. Conservação de aves no Brasil //  Megadiversidade (1).   юли 2005. Посетен на 25 февруари 2010. (на португалски)
45. 1 2 3 4  Plant and Animal Life //  Encarta.   MSN.  Архивиран от оригинала на 2008-05-30. Посетен на 12 юни 2008. (на английски)
46. ↑  Atlantic Forest, Brazil //  Map: Biodiversity hotspots.   BBC News, 1 октомври 2004. Посетен на 12 юни 2008. (на английски)
47. ↑  Under threat //   Greenpeace.  Архивиран от оригинала на 2005-10-14. Посетен на 12 юни 2008. (на английски)
48. 1 2  Environmental Issues //   MSN.  Архивиран от оригинала на 2008-05-30. Посетен на 12 юни 2008. (на английски)
49. ↑  Amazon destruction: six football fields a minute //   Greenpeace.  Архивиран от оригинала на 2009-01-10. Посетен на 12 юни 2008. (на английски)
50. ↑  Levine, Robert M. et al. The Brazil Reader: History, Culture, Politics.   Duke University Press Books, 1999. ISBN 978-0822322900. p. 11. (на английски)
51. ↑  Granito do Cabo de Santo Agostinho, Pernambuco, Brasil //   Geo Brasil. (на португалски)
52. ↑  Projeto pode mudar data do descobrimento do Brasil //    Архивиран от оригинала на 2011-07-09. Посетен на 2011-02-19. (на португалски)
53. ↑  Boxer 2002, с. 98.
54. ↑  História – Século XV/XVI. //   Portal do Governo Brasileiro. (на португалски)
55. 1 2  Ferreira-Levy, Maria Stella. O papel da migração internacional na evolução da população brasileira (1872 a 1972) //  Revista de Saúde Pública 8.   юни 1974. с. 74. (на португалски)
56. 1 2  Boxer 2002, с. 100.
57. ↑  Marsiglia, Luciano. Que índios dominavam o litoral do Brasil na época do Descobrimento? //   Mundo Estranho, 2008.  Архивиран от оригинала на 2009-02-07. Посетен на 12 февруари 2011. (на португалски)
58. ↑  Boxer 2002, с. 100 – 101.
59. 1 2  Skidmore 2003, с. 27.
60. ↑  Boxer 2002, с. 101.
61. ↑  Boxer 2002, с. 108.
62. 1 2  Boxer 2002, с. 102.
63. ↑  Skidmore 2003, с. 30, 32.
64. ↑  Skidmore 2003, с. 36.
65. ↑  Skidmore 2003, с. 32 – 33.
66. ↑  Boxer 2002, с. 110.
67. ↑  Skidmore 2003, с. 34.
68. ↑  Факсимилета на няколко оригинални документа относно събитията в Бразилия през 17 век, довели до инвазията от Нидерландската западноиндийска компания, войната, примирието и последвалото им оттегляне.
69. ↑  Bueno 2003, с. 80 – 81.
70. ↑  Bueno 2003, с. 86.
71. ↑  Boxer 2002, с. 164.
72. ↑  Boxer 2002, с. 168, 170.
73. ↑  Boxer 2002, с. 169.
74. 1 2  Boxer 2002, с. 213.
75. ↑  Calmon 2002, с. 191.
76. ↑  Lustosa 2006, с. 109 – 110.
77. ↑  Lustosa 2006, с. 117 – 119.
78. ↑  Lustosa 2006, с. 150 – 153.
79. ↑  Vianna 1994, с. 418.
80. ↑  Diégues 2004, с. 164, 168, 178 – 180.
81. ↑  Lustosa 2006, с. 208.
82. ↑  Vianna 1994, с. 140.
83. ↑  Carvalho, José Murilo de. A Monarquia brasileira.   Rio de Janeiro, Ao Livro Técnico, 1993. с. 23. (на португалски)
84. ↑  Calmon 2002, с. 189.
85. ↑  Vainfas 2002, с. 170.
86. ↑  Lyra 1977a, с. 17.
87. ↑  Dohlnikoff, Miriam. Pacto imperial: origens do federalismo no Brasil do século XIX.   São Paulo, Globo, 2005. с. 206. (на португалски)
88. ↑  Carvalho 2007, с. 43.
89. ↑  Souza 2008, с. 326.
90. ↑  Janotti 1990, с. 171 – 172.
91. ↑  Munro 1942, с. 273.
92. ↑  Carvalho 2007, с. 9, 222.
93. ↑  Lyra 1977a, с. 166.
94. ↑  Lyra 1977b, с. 62.
95. ↑  Lyra 1977a, с. 164, 225, 272.
96. ↑  Lyra 1977b, с. 126.
97. ↑  Barman 1999, с. 130, 361.
98. 1 2  Munro 1942, с. 280.
99. ↑  Salles, Ricardo. Nostalgia Imperial.   Rio de Janeiro, Topbooks, 1996. с. 194. (на португалски)
100. ↑  Lyra 1977b, с. 99.
101. ↑  Schwarcz 1998, с. 450, 457.
102. 1 2  Barman 1999, с. 403.
103. ↑  Barman 1999, с. 404.
104. ↑  Skidmore 2003, с. 153.
105. ↑  Bueno 2003, с. 296 – 301.
106. ↑  Skidmore 2003, с. 154.
107. ↑  Skidmore 2003, с. 155 – 156.
108. ↑  Bueno 2003, с. 328, 331.
109. ↑  Fausto 2005, с. 249.
110. ↑  Fausto 2005, с. 267.
111. ↑  Skidmore 2003, с. 162.
112. ↑  Bueno 2003, с. 336.
113. ↑  Skidmore 2003, с. 164.
114. ↑  Fausto 2005, с. 272.
115. ↑  Dietrich, Ana Maria in História Viva magazine, issue 67, year VI, 2009, p. 61
116. ↑  Bueno 2003, с. 343 – 344.
117. ↑  Skidmore 2003, с. 173.
118. ↑  Fausto 2005, с. 281.
119. ↑  Skidmore 2003, с. 182 – 183.
120. ↑  Bueno 2003, с. 346 – 347.
121. ↑  Skidmore 2003, с. 188 – 194.
122. ↑  Skidmore 2003, с. 201.
123. ↑  Skidmore 2003, с. 202 – 203.
124. ↑  Skidmore 2003, с. 204.
125. ↑  Skidmore 2003, с. 204 – 205.
126. ↑  Skidmore 2003, с. 209 – 210.
127. ↑  Skidmore 2003, с. 210.
128. ↑  Fausto 2005, с. 397.
129. ↑  Gaspari 2002, с. 141 – 142.
130. 1 2  Gaspari 2002, с. 35.
131. ↑  Gaspari 2002, с. 193.
132. ↑  Skidmore 2003, с. 239.
133. ↑  Fausto 2005, с. 422.
134. ↑  Bueno 2003, с. 379.
135. ↑  Fausto 2005, с. 455.
136. ↑  Gaspari 2002, с. 34 – 35.
137. ↑  Gaspari 2002, с. 35 – 36.
138. ↑  Bueno 2003, с. 382.
139. ↑  Fausto 2005, с. 460.
140. ↑  Fausto 2005, с. 464 – 465.
141. 1 2  Fausto 2005, с. 502.
142. ↑  Fausto 2005, с. 465, 475.
143. ↑  Fausto 2005, с. 482.
144. ↑  Fausto 2005, с. 474.
145. ↑  Дилма Русев отстранена от власт //  CNN.   Посетен на 3 юни 2016.
146. ↑  Brazil's Сенатът гласува импийчмън на президента Дилма Русев //   12 май 2016. Посетен на 3 юни 2016.
147. 1 2  Tabela 261 – População residente, por situação, sexo e grupos de idade //   IBGE, 2011. Посетен на 24 февруари 2011. (на португалски)
148. ↑  Tabela 261 – População residente, por situação, sexo e grupos de idade //   IBGE, 2011. Посетен на 24 февруари 2011. (на португалски)
149. ↑  Carvalho 2004, с. 5.
150. ↑  Instituto Brasileiro de Geografia e Estatística //   IBGE, 29 ноември 1999. Посетен на 25 януари 2010. (на португалски)
151. ↑  Projeção da População do Brasil //   IBGE. Посетен на 25 януари 2010. (на португалски)
152. ↑  Carvalho 2004, с. 7 – 8.
153. ↑  Tabela 261 – População residente, por situação, sexo e grupos de idade //   IBGE, 2011. Посетен на 24 февруари 2011. (на португалски)
154. ↑  по преброяването на населението, проведено от Бразилския институт по география и статистика, през 2010 г. //   Instituto Brasileiro de Geografia e Estatística (IBGE), 29 ноември 2010. Посетен на 29 ноември 2010.
155. ↑  Tendências Demográficas: Uma análise da população com base nos resultados dos Censos Demográficos 1940 e 2000
156. ↑  IBGE. PNAD 2008 - "População residente por cor ou raça, situação e sexo".
157. 1 2  Encyclopædia Britannica do Brasil 1987, с. 230.
158. ↑  Tabela 262 – População residente, por cor ou raça, situação e sexo //   IBGE, 2011. Посетен на 8 март 2011. (на португалски)
159. ↑  Coelho 1996, с. 268.
160. ↑  Vesentini 1988, с. 117.
161. ↑  Adas, Melhem. Panorama geográfico do Brasil.   São Paulo, Moderna, 2004. с. 268. (на португалски)
162. ↑  Azevedo 1971, с. 2 – 3.
163. 1 2  Moreira 1981, с. 108.
164. ↑  Síntese dos Indicadores Sociais 2010 (PDF) //  Tabela 8.1 – População total e respectiva distribuição percentual, por cor ou raça, segundo as Grandes Regiões, Unidades da Federação e Regiões Metropolitanas – 2009.   Instituto Brasileiro de Geografia e Estatística (IBGE). Посетен на 19 септември 2010. (на португалски)
165. ↑  Azevedo 1971, с. 74 – 75, 161.
166. ↑  Reel, Monte. In Amazonia, Defending the Hidden Tribes //   The Washington Post, 2007. Посетен на 8 март 2011. (на английски)
167. ↑  IBGE, População residente, por sexo e situação do domicílio, segundo a religião, Censo Demográfico 2000. Посетен на 26 октомври 2010 г.
168. ↑  de Queiroz, Fernando Fonseca. Brasil: Estado laico e a inconstitucionalidade da existência de símbolos religiosos em prédios públicos //   Jus Navigandi, 2005. Посетен на 30 ноември 2009. (на португалски)
169. ↑  Agostine, Cristiane. Senado aprova acordo com o Vaticano //   globo.com, 2009. Посетен на 9 март 2011. (на португалски)
170. ↑  Brazil – International Religious Freedom Report //   U.S. Department of State, 8 ноември 2005. Посетен на 8 юни 2008. (на английски)
171. ↑  População residente por cor ou raça e religião //   IBGE, 2000. (на португалски)
172. ↑  ((pt)) Art. 13 da Constituição da República Federativa do Brasil
173. ↑  ((pt)) lei n° 10.436 de 24 de abril de 2002
174. ↑  Rohter, Larry. Language Born of Colonialism Thrives Again in Amazon //   New York Times, 2005. Посетен на 9 март 2011. (на английски)
175. ↑  Pomerode institui língua alemã como co-oficial no Município //    Архивиран от оригинала на 2013-07-23. Посетен на 5 септември 2010. (на португалски)
176. ↑  Brazil – Language //   countrystudies.us, 2011. Посетен на 9 март 2011. (на английски)
177. 1 2 3  Languages of Brazil //   Ethnologue. Посетен на 9 юни 2008. (на английски)
178. ↑  Nash, Elizabeth. Portugal pays lip service to Brazil's supremacy //   The Independent, 2 май 2008.  Архивиран от оригинала на 2011-09-10. Посетен на 9 юни 2008. (на английски)
179. ↑  Vilela, Soraia. O alemão lusitano do Sul do Brasil //   Deutsche Welle, 2004. Посетен на 9 март 2011. (на португалски)
180. 1 2  Embassy of Brazil – Ottawa //    Архивиран от оригинала на 2011-07-25. Посетен на 19 юли 2007. (на английски)
181. ↑  City Mayors //   Посетен на 19 юли 2007. (на английски)
182. ↑  Brazilian Politics //   Luso-Brazilian Review. Посетен на 19 юли 2007. (на английски)
183. ↑  Winter, Brian. Exclusive: Brazil opposition leader will seek economic reforms //   Reuters, 2010.  Архивиран от оригинала на 2012-06-08. Посетен на 14 март 2011. (на английски)
184. ↑  The Brazilian Legal System //   Organization of American States, 2007. Посетен на 10 март 2011. (на английски)
185. ↑  Glugoski, Miguel и др. Nossos direitos nas suas mãos //   Journal da Universidade de São Paulo, 2003.  Архивиран от оригинала на 2009-09-30. Посетен на 11 март 2011. (на португалски)
186. ↑  Corruption Perceptions Index 2010 Results //   Прозрачност без граници.  Архивиран от оригинала на 2012-04-25. Посетен на 26 октомври 2010. (на английски)
187. ↑  Zibechi, Raúl. Difficult Path (PDF) //   Funder's Network on Trade and Globalization. Посетен на 22 юни 2007. (на английски)
188. ↑  Lima, Maria Regina Soares et al. Brazil as a regional power //   academic.oup.com Journal. Посетен на 22 юни 2007. (на английски)
189. ↑  Bandeira, Luiz Alberto Moniz. Brazil as a regional power //   Sage Journals Online.  Архивиран от оригинала на 2009-06-30. Посетен на 22 юни 2007. (на английски)
190. ↑  Can Brazil Play a Leadership Role in the Current Round of Global Trade Talks? //  Universia Knowledge.   Wharton School. Посетен на 22 юни 2007. (на английски)[неработеща препратка]
191. ↑  Ribando, Clare. US-Brazil relations (PDF) //   Congressional Research Service.  Архивиран от оригинала на 2011-06-26. Посетен на 16 август 2007. (на английски)
192. ↑  Landau, Georges D. The Decisionmaking Process in Foreign Policy: The Case of Brazil.   Washington DC, Center for Strategic and International Studies, 2003. (на английски)
193. ↑  Brazil //  The World Factbook.   CIA, 2011.  Архивиран от оригинала на 2020-12-29. Посетен на 30 март 2011. (на английски)
194. ↑  Regiões Brasileiras //  ibge.gov.br.   IBGE, 2005. Посетен на 15 юни 2011. (на португалски)
195. ↑  Lula anuncia auto-suficiência do Brasil em petróleo amanhã //   Folha de S. Paulo, 20 април 2006. Посетен на 26 май 2009. (на португалски)
196. ↑  Report for Selected Countries and Subjects. Gross domestic product, current prices //  imf.org.   IMF, 2011. Посетен на 1 януари 2012. (на английски)
197. ↑  GDP (current US$) //  worldbank.org.   The World Bank Group, 2011. Посетен на 1 януари 2012. (на английски)
198. ↑  Report for Selected Countries and Subjects. Gross domestic product based on purchasing-power-parity (PPP) valuation of country GDP //  imf.org.   IMF, 2011. Посетен на 1 януари 2012. (на английски)
199. ↑  Report for Selected Countries and Subjects. Gross domestic product based on purchasing-power-parity (PPP) per capita GDP //  imf.org.   IMF, 2011. Посетен на 1 януари 2012. (на английски)
200. ↑  Capital Flows to Emerging Markets Set at Close to Record Levels //   The Institute of International Finance, 31 май 2007.  Архивиран от оригинала на 2011-07-13. Посетен на 6 юни 2008. (на английски)
201. ↑  Ruggiero, Gregory. Latin American Debt Crisis: What Where It's Causes And Is It Over? //  angelfire.com.   angelfire.com, 1999. Посетен на 2 януари 2012. (на английски)
202. ↑  The Real Plan //  v-brazil.com.   Brazil Travel, 2012. Посетен на 2 януари 2012. (на английски)
203. ↑  Wheatley, Jonathan. Brazil: When an IMF Bailout Is Not Enough //   Business Week, 2 септември 2002. Посетен на 6 юни 2008. (на английски)
204. ↑  Brazil to pay off IMF debts early //   BBC News, 14 декември 2005. Посетен на 6 юни 2008. (на английски)
205. ↑  GDP growth rate: Brazil //  World Bank, World Development Indicators – Google Public Data Explorer.   Google, 2011. Посетен на 31 декември 2011. (на английски)
206. ↑  Brazil Inflation rate (consumer prices) //  indexmundi.com.   IndexMundi, 2011. Посетен на 31 декември 2011. (на английски)
207. ↑  Brazil Unemployment rate //  indexmundi.com.   IndexMundi, 2011. Посетен на 31 декември 2011. (на английски)
208. ↑  Brazil Public debt //  indexmundi.com.   IndexMundi, 2011. Посетен на 31 декември 2011. (на английски)
209. ↑  Brazil Industry Sectors //  economywatch.com.   EconomyWatch, 2010. Посетен на 6 януари 2012. (на английски)
210. ↑  EMBRATUR. Anuário Estatístico de Turismo 2009 //   Ministério de Turismo, 2009.  Архивиран от оригинала на 2011-05-29. Посетен на 5 септември 2008. Вижте таблици 1.1 и 3.8
211. 1 2  UNWTO Tourism Highlights, 2009 Edition //   World Tourism Organization, 2009.  Архивиран от оригинала на 2007-07-10. Посетен на 4 октомври 2009. (на английски) Кликнете на „UNWTO Tourism Highlights“ за достъп до доклада в pdf формат.
212. ↑  UNWTO Datos Esenciales del Turismo, Edición 2007 //   Organização Mundial do Turismo, 2007.  Архивиран от оригинала на 2014-03-26. Посетен на 20 юни 2008. (на испански)
213. ↑  The World Factbook //   ЦРУ, 2008.  Архивиран от оригинала на 2012-01-28. Посетен на март 2006.
214. ↑  REFLEXÕES SOBRE A HISTÓRIA DA MATRIZ ENERGÉTICA BRASILEIRA E SUA IMPORTÂNCIA PARA A DEFINIÇÃO DE NOVAS ESTRATÉGIAS PARA O GÁS //  {{{encyclopedia}}}.   BGF, 9 юни 2008.
215. ↑  Oil reserves in Brazil
216. 1 2  Field Listing – GDP – composition by sector //   Central Intelligence Agency, 2008.  Архивиран от оригинала на 2018-10-11. Посетен на 9 юни 2008. (на английски)
217. ↑  Brasil supera Canadá e se torna o terceiro maior exportador agrícola //   O Estado de S. Paulo, 7 март 2010.  Архивиран от оригинала на 2011-07-28. Посетен на 7 март 2010. (на португалски)
218. ↑  A self-made siege. First they went for the currency, now for the land //  economist.com.   The Economist, 2011. Посетен на 9 март 2012. (на английски)
219. 1 2 3  Brazil Exports, Imports & Trade //  economywatch.com.   Economy Watch, 2010. Посетен на 9 март 2012. (на английски)
220. ↑  The economy of heat //   The Economist, 12 април 2007. Посетен на 6 юни 2008. (на английски)
221. ↑  Sua Pesquisa.com. Infraestrutura //   Посетен на 20 юли 2010. (на португалски)
222. ↑  Educação //  Sistema educacional brasileiro.   Página oficial do Governo do Brasil. Посетен на 11 юни 2008. (на португалски)
223. ↑  IBGE: Неграмотността намалява, но страната ни изостава от Боливия //   A TARDE On Line.  Архивиран от оригинала на 2012-03-09. Посетен на 19 септември 2008. (на португалски)
224. ↑  Sistema Educacional Brasileiro //  Dicionário Interativo da Educação Brasileira.    Архивиран от оригинала на 2011-05-13. Посетен на 13 декември 2009. (на португалски)
225. ↑  Brazil – The Space Program //  country-data.com.   април 1997. Посетен на 24 май 2008. (на португалски)
226. ↑  Clipping do INPE //  Instituto Nacional de Pesquisas Espacias.   Посетен на 26 март 2010. (на португалски)
227. ↑  Do cosmonauta ao taikonauta, dezenas de nacionalidades no espaço //   Посетен на 18 ноември 2008. (на португалски)
228. ↑  Brazil to revive nuclear project //  BBC News.   BBC, 11 юли 2007. Посетен на 24 май 2008. (на английски)
229. ↑  Demography & Population //  globalhealthfacts.org.   kff.org, 2012.  Архивиран от оригинала на 2012-07-22. Посетен на 26 март 2012. (на английски)
230. 1 2  Saúde //  Atendimento.   Página oficial do Governo brasileiro. Посетен на 26 март 2010. (на португалски)
231. ↑  Pierantoni, Celia R et al. Human resources for health and decentralization policy in the Brazilian health system //  human-resources-health.com.   BioMed Central, 2011. Посетен на 26 март 2012. (на английски)
232. ↑  Saúde (PDF) //  Radar social.   Ministério do Planejamento.  Архивиран от оригинала на 2008-12-16. Посетен на 10 юни 2008. (на португалски)
233. ↑  Rodovia dos Bandeirantes (PDF) //  Pesquisa Rodoviária 2006.   Confederação Nacional de Transporte.  Архивиран от оригинала на 5 юли 2007. (на португалски)
234. ↑  Pires, Cristine. Brazilian highways taking opposite direction than economic growth //  Infosurhoy.com.   Infosurhoy.com, 2011.  Архивиран от оригинала на 2012-02-13. Посетен на 27 март 2012. (на английски)
235. ↑  Brazil highways’ maintenance to the private sector on 10 year contracts //  mercopress.com.   MercoPress, 2012. Посетен на 27 март 2012. (на английски)
236. 1 2 3 4  The world factbook //   Agência Central de Inteligência.  Архивиран от оригинала на 2020-12-29. Посетен на 18 август 2010. (на английски)
237. ↑  Ociosidade atinge 70% dos principais aeroportos //   Globo.com, 12 август 2007. Посетен на 14 май 2010. (на португалски)
238. ↑  Sistema Portuário Nacional //   Secretaria de Portos. Посетен на 14 май 2010. (на португалски)[неработеща препратка]
239. ↑  Períodos históricos //  História.   Página oficial do Governo brasileiro. Посетен на 8 юни 2008. (на португалски)
240. 1 2 3  People and Society //  Encarta.   MSN.  Архивиран от оригинала на 2009-10-29. Посетен на 10 юни 2008. (на английски)
241. ↑  Population //  Encarta.   MSN, 10 юни 2008. (на английски) Архив на оригинала от 2009-10-29 в Wayback Machine.
242. ↑  Freyre, Gilberto. The Afro-Brazilian experiment: African influence on Brazilian culture //   UNESCO, 1986.  Архивиран от оригинала на 30 май 2012. Посетен на 8 юни 2008. (на английски)
243. ↑  Candido, Antonio. Vários escritos.   São Paulo, Duas Cidades, 1970. с. 18. (на португалски)
244. ↑  Origens da Literatura no Brasil //  algosobre.com.br.   Algo Sobre, 2011. Посетен на 28 март 2012. (на португалски)
245. 1 2 3  Brazil – Literature //  un.int.   un.int, 2012.  Архивиран от оригинала на 2014-12-03. Посетен на 2 април 2012. (на английски)
246. ↑  Karnal, Leandro. Teatro da fé: Formas de representação religiosa no Brasil e no México do século XVI.   São Paulo, Editora Hucitec, 1998. ISBN 85-271-0435-0.  Архивиран от оригинала на 2013-07-24.
247. ↑  Barroco Brasileiro //  Enciclopédia Itaú Cultural.   2005. Архив на оригинала от 2010-11-14 в Wayback Machine.
248. ↑  Theater and Film //  Encarta.   MSN, 8 юни 2008. Архив на оригинала от 2008-04-20 в Wayback Machine.
249. ↑  Way of Life //  Encarta.   MSN, 8 юни 2008. (на английски) Архив на оригинала от 2009-10-29 в Wayback Machine.
250. ↑  Roger. Feijoada: the Brazilian national dish //  braziltravelguide.com.   BootsnAll Travel Network, 2008.  Архивиран от оригинала на 2009-11-29. Посетен на 4 април 2012. (на английски)
251. ↑  Brazil National Dish: Feijoada Recipe and Restaurants //  brazilmax.com.   brazilmax.com, 2005.  Архивиран от оригинала на 2010-11-20. Посетен на 4 април 2012. (на английски)
252. ↑  DECRETO Nº 4.851, DE 2 DE OUTUBRO DE 2003. //   Senado.gov.  Архивиран от оригинала на 2012-02-24. Посетен на 4 декември 2009. (на португалски)
253. ↑  Football in Brazil //  Goal Programme.   International Federation of Association Football, 15 април 2008.  Архивиран от оригинала на 2018-12-12. Посетен на 6 юни 2008. (на английски)
254. ↑  Beach Soccer //   International Federation of Association Football.  Архивиран от оригинала на 2015-02-19. Посетен на 6 юни 2008. (на английски)
255. ↑  Futsal //   International Federation of Association Football.  Архивиран от оригинала на 2015-03-06. Посетен на 6 юни 2008. (на английски)
256. ↑  The art of capoeira //   BBC, 20 септември 2006. Посетен на 6 юни 2008. (на английски)
257. ↑  Brazilian Vale Tudo //   I.V.C.  Архивиран от оригинала на 1998-05-30. Посетен на 6 юни 2008. (на английски)
258. ↑  Brazilian Jiu-Jitsu Official Website //   International Brazilian Jiu-Jitsu Federation.  Архивиран от оригинала на 2008-04-20. Посетен на 6 юни 2008. (на английски)
259. ↑  Donaldson, Gerald. Emerson Fittipaldi //  Hall of Fame.   The Official Formula 1 Website. Посетен на 6 юни 2008. (на английски)
260. ↑  Donaldson, Gerald. Nelson Piquet //  Hall of Fame.   The Official Formula 1 Website. Посетен на 6 юни 2008. (на английски)
261. ↑  Donaldson, Gerald. Ayrton Senna //  Hall of Fame.   The Official Formula 1 Website. Посетен на 6 юни 2008. (на английски)
262. ↑  1950 FIFA World Cup Brazil //  Previous FIFA World Cups.   International Federation of Association Football.  Архивиран от оригинала на 2018-11-12. Посетен на 6 юни 2008. (на английски)
263. ↑  2014 FIFA World Cup Brazil //   International Federation of Association Football.  Архивиран от оригинала на 2012-03-17. Посетен на 6 юни 2008. (на английски)
264. ↑  Formula 1 Grande Premio do Brasil 2008 //   The Official Formula 1 Website. Посетен на 6 юни 2008. (на английски)
265. ↑  Rio de Janeiro 2016 Summer Olympics //   IOC. Посетен на 16 юли 2010. (на английски)

Библиография
- Azevedo, Aroldo. O Brasil e suas regiões.   São Paulo, Companhia Editora Nacional, 1971. (на португалски)
- Barman, Roderick J. Citizen Emperor: Pedro II and the Making of Brazil, 1825 – 1891.   Stanford, Stanford University Press, 1999. ISBN 1-8047-3510-7. (на английски)
- Boxer, Charles R. O império marítimo português 1415 – 1825.   São Paulo, Companhia das Letras, 2002. ISBN 8535902929. (на португалски)
- Bueno, Eduardo. Brasil: uma História.   São Paulo, Ática, 2003. ISBN 8508082134. (на португалски)
- Calmon, Pedro. História da Civilização Brasileira.   Brasília, Senado Federal, 2002. (на португалски)
- Carvalho, José Alberto Magno de. Crescimento populacional e estrutura demográfica no Brasil (PDF) //   UFMG/Cedeplar, 2004. (на португалски)[неработеща препратка]
- Carvalho, José Murilo de. D. Pedro II.   São Paulo, Companhia das Letras, 2007. (на португалски)
- Coelho, Marcos Amorim. Geografia do Brasil.   São Paulo, Moderna, 1996. (на португалски)
- Diégues, Fernando. A revolução brasílica.   Rio de Janeiro, Objetiva, 2004. (на португалски)
- Enciclopédia Barsa. Volume 4: Batráquio – Camarão, Filipe.   Rio de Janeiro, Encyclopædia Britannica do Brasil, 1987. (на португалски)
- Fausto, Boris и др. Brasil e Argentina: Um ensaio de história comparada (1850 – 2002).   São Paulo, Editoria 34, 2005. (на португалски)
- Gaspari, Elio. A ditadura envergonhada.   São Paulo, Companhia das Letras, 2002. ISBN 8535902775. (на португалски)
- Janotti, Aldo. O Marquês de Paraná: inícios de uma carreira política num momento crítico da história da nacionalidade.   Belo Horizonte, Itatiaia, 1990. (на португалски)
- Lyra, Heitor. História de Dom Pedro II (1825 – 1891): Ascensão (1825 – 1870). v.1.   Belo Horizonte, Itatiaia, 1977a. (на португалски)
- Lyra, Heitor. História de Dom Pedro II (1825 – 1891): Declínio (1880 – 1891). v.3.   Belo Horizonte, Itatiaia, 1977b. (на португалски)
- Lustosa, Isabel. D. Pedro I: um herói sem nenhum caráter.   São Paulo, Companhia das letras, 2006. ISBN 8535908072. (на португалски)
- Moreira, Igor A. G. O Espaço Geográfico, geografia geral e do Brasil.   São Paulo, Ática, 1981. (на португалски)
- Munro, Dana Gardner. The Latin American Republics; A History.   New York, D. Appleton, 1942. (на английски)
- Schwarcz, Lilia Moritz. As barbas do Imperador: D. Pedro II, um monarca nos trópicos.   São Paulo, Companhia das Letras, 1998. ISBN 8571648379. (на португалски)
- Skidmore, Thomas E. Uma História do Brasil.   São Paulo, Paz e Terra, 2003. ISBN 8521903138. (на португалски)
- Souza, Adriana Barreto de. Duque de Caxias: o homem por trás do monumento.   Rio de Janeiro, Civilização Brasileira, 2008. ISBN 9788520008645. (на португалски)
- Vainfas, Ronaldo. Dicionário do Brasil Imperial.   Rio de Janeiro, Objetiva, 2002. ISBN 8573024410. (на португалски)
- Vesentini, José William. Brasil, sociedade e espaço – Geografia do Brasil.   São Paulo, Ática, 1988. (на португалски)
- Vianna, Hélio. História do Brasil: período colonial, monarquia e república.   São Paulo, Melhoramentos, 1994. (на португалски)